# Lazarus Aaronson
Lazarus Leonard Aaronson, más conocido como L. Aaronson (Spitalfields, Londres, 18 de febrero de 1895-Harpenden, 9 de diciembre de 1966), fue un poeta y profesor de ciencias económicas británico. En su juventud, perteneció a un grupo de amigos judíos al que en la actualidad se conoce como los Whitechapel Boys; muchos de ellos alcanzaron la fama como escritores o artistas. Aunque menos radical en el uso del idioma, se le suele comparar con otro de los miembros del grupo, Isaac Rosenberg, en tanto en cuanto su dicción y energía verbal eran similares. La poesía de Aaronson se adscribe a la «poesía georgiana» más que al modernismo anglosajón, y los críticos han sido capaces de identificar como influencias al poeta inglés John Keats y a los hebreos Saúl Chernijovski y Zalman Shneur.
Aaronson vivió la mayor parte de su vida en Londres, donde trabajó como profesor de ciencias económicas en la London Guildhall University. Se convirtió al cristianismo con menos de 30 años y una porción importante de su poesía está dedicada a esa conversión y a su identidad cultural como judío e inglés que era. En suma, publicó tres colecciones de poesía: Christ in the Synagogue (1930), Poems (1933), y The Homeward Journey and Other Poems (1946). Aunque no alcanzó altas cotas de fama, se convirtió en un escritor de culto para ciertos lectores. Una vez jubilado, se mudó a Hrapenden, Hertfordshire, donde falleció a causa de un ataque al corazón devenido de la complicación de una enfermedad de las arterias coronarias. Dejó muchos poemas sin publicar.

## Vida y carrera
Aaronson nació el 18 de febrero de 1895 en el número 34 de Great Pearl Street, en Spitafields, East End de Londres, en el seno de una familia de judíos ortodoxos pobres que había emigrado desde Vilna. Su padre, Louis Aaronson, fabricaba botas, y su madre era Sarah Aaronson, cuyo apellido de soltera era Kowalski. Lazarus asistió al Whitechapel City Boys' School y se hizo después con una beca para ir al Hackney Downs School.
Su padre emigró a Nueva York en 1905 y el resto de la familia, a excepción de Lazarus, que se quedó en Londres, siguió sus pasos en 1912. De ahí en adelante, vivió con la familia de Joseph Posener en el número 292 de Commercial Road, en el East End londinense. La zona era por aquel entonces, al albor del siglo XX, uno de los puntos de recepción de la diáspora judía más importantes; de hecho, un cuarto de la población la conformaban judíos procedentes de la Europa central y oriental. Aaronson creció allí y formó parte de un grupo de amigos al que hoy en día se conoce como los Whitechapel Boys, todos ellos hijos de inmigrantes judíos y con ambiciones literarias y artísticas. Otros miembros del grupo, como John Rodker, Isaac Rosenberg, Joseph Leftwich, Stephen Winsten, Clara Birnberg, David Bomberg o los hermanos Abraham y Joseph Fineberg, también alcanzaron cotas importantes de fama. También fue miembro de la Young Socialist League, dentro de la que él y otros de los amigos de Whitechapel ayudaron a organizar reuniones educativas sobre arte moderno y política radical. Aaron se mantuvo comprometido con la causa socialista a lo largo de toda su vida.
Habiéndosele diagnosticado tuberculosis y diabetes, no sirvió en el ejército durante la Primera Guerra Mundial. Estudió ciencias económicas en la London School of Economics entre 1913 y 1915 y también de 1926 a 1928, haciendo especial hincapié en la administración pública; sin embargo, nunca completó su grado.
Se casó en tres ocasiones. Su primera esposa fue la actriz Lydia Sherwood (1906-1989), con la que estuvo casado entre 1924 y 1931. Pidió el divorcio alegando que ella había cometido adulterio con el productor teatral Theodore Komisarjevsky; el pleito, que tuvo mucho eco en los medios, se saldó sin defensa. Su segundo matrimonio, que comenzó el 9 de julio de 1938 con Dorothy Beatrice Lewer (1915–2005), también acabó en divorcio. El 14 de enero de 1950 se casó con Margaret Olive Ireson (1920–1981), con quien tuvo un hijo, de nombre David, nacido en 1953.
Tanto su familia como sus amigos lo conocían con el alias de Laz. Era amigo del novelista Stephen Hudson, el escultor Jacob Epstein, el magnate de los medios de comunicación Sidney Bernstein, los artistas Mark Gertler y Matthew Smith y los poetas Harold Monro y Samuel Beckett. También era cercano al economista Graham Hutton, que grabó un programa de radio para la BBC sobre él en 1952.
Comenzó a trabajar como profesor de ciencias económicas de la London Guildhall University alrededor de 1934. Cuando se jubiló, en 1958, lo designaron miembro de la Orden del Imperio británico en 1959, como reconocimiento a sus más de veinticinco años de servicio. Ese mismo año, se trasladó con su familia a Harpenden, Hertfordshire, donde fallecería el 9 de diciembre de 1966, a los 71 años de edad, víctima de una enfermedad de las arterias coronarias y de un ataque al corazón devenido de ella. Se le enterró en el cementerio de Westfield Road, Harpenden. Le sobrevivieron su mujer e hijo.

## Poesía
Sus ambiciones literarias se manifestaron desde una edad temprana y en 1914 ya había comenzado a colaborar con la primera revista literaria radical, The New Age, en la que publicaba normalmente con la firma «L. Aaronson». En su primera colección de poemas, titulada Christ in the Synagogue y publicada en 1930 por Victor Gollancz, abordó su conversión y su identidad espiritual como judío e inglés. Este asunto sería recurrente en varios de sus poemas místicos. La obra llegó a un público reducido y poco más de una docena de críticos se preocuparon de ella, pero The Manchester Guardian, The Nation and Athenaeum, The Times Literary Supplement y la propia The New Age la valoraron positivamente.
Pese a ese tímido éxito, la misma editorial volvió a publicarle una segunda colección en verso en 1933, titulada Poems. Aunque era poco conocido para el público en general, se granjeó un grupo de seguidores de culto. Su tercera colección, The Homeward Journey and Other Poems, salió al mercado en 1946 gracias a Christophers, una pequeña editorial londinense. Algunos de sus textos también aparecieron en publicaciones y antologías como el Faber Book of Twentieth Century Verse, de 1953.
Dado que su poesía no se vale de innovaciones formales, el profesor de literatura William Baker opta por encuadrarlo en la poesía posgeorgiana más que en el modernismo anglosajón. Baker ahonda en la cuestión y apunta que sus poemas abordan varios de los temas más importantes de su momento, como el ascenso del fascismo o la Segunda Guerra Mundial, pero sin escribir directamente acerca del Holocausto. Con motivo de su fallecimiento, el poeta Arthur Chaim Jacobs lo comparó con Isaac Rosenberg, un poeta miembro de la misma generación, también anglojudío, que gozó de más fama. De acuerdo con Jacobs, Aaronson «se vio influido por él en lo relativo a la dicción y también en esa especie de energía verbal que se entrevé en gran parte de su poesía. Era, sin embargo, menos radical que Rosenberg en el uso del lenguaje, se escoraba más hacia la exuberancia y la dulzura keatsianas». El poeta Jon Silkin también comparó a Aaronson con Rosenberg de manera desfavorable para el primero, alegando que «no se puede decir que su trabajo logre ni la ardiente majestuosidad ni la profundidad de la poesía de Rosenberg, y esto se explica quizá por el hecho de que Aaronson no se preocupa para nada de reconocer sus raíces».
Aunque muchos de los escritos de Aaronson se centraron en su conversión al cristianismo, Jacobs identificó un tinte hebraico constante, a lo que añadió que «su cristiandad apenas si era anglicana, y hay en su obra una sensualidad expresa que se podría comparar, en cierto modo, con la de los poetas hebreos modernos, como Chernijovski o Shneur, o con el más tardío Avraham Shlonsky». Según su amigo Joseph Leftwich, Aaronson llegó a identificar como sus influencias tanto al judaísmo tradicional como a la interpretación heterodoxa del jasidismo de Martin Buber.
La poesía de Aaronson no tuvo mucho eco mediático ni por parte de los eruditos, y dejó más de un millar de poemas sin publicar a su muerte. Jacobs aseguró, cuando falleció, que «para llevar a cabo un estudio más preciso de su obra, se necesitan más publicaciones»; cerca de cuatro décadas después, Baker, que ha escrito una cantidad de textos sobre el poeta, aseguró que es uno de los intelectuales y artistas del Whitechapel «abocados al olvido».

## Obras
- Christ in the Synagogue. Londres: V. Gollancz, 1930
- Poems. Londres: V. Gollancz, 1933
- The Homeward Journey and Other Poems. Londres: Christophers, 1946